# OMA Client Provisioning
El Provisión de Cliente OMA (u OMA Client Provisioning, en inglés) es un protocolo de gestión de dispositivos especificado por la Open Mobile Alliance (OMA), Grupo de Trabajo de Gestión de Dispositivos (Device Management, DM)
El protocolo OMA CP cubre la provisión WAP y de estándares posteriores de acceso a Internet (como GPRS, 3G, 4G...), con mínima intervención del usuario, típicamente sobre-el-aire (over-the-air) o por medio de tarjeta SIM, proporcionando los datos para la APN.
Al ser algo automático, algunos operadores incluso pueden mandar la configuración automáticamente si el usuario la solicita desde Internet.

## Versiones
La especificación actual de OMA CP es la versión 1.1, con las últimas modificaciones publicadas en julio de 2009.